# Unser Mund sei voll Lachens
Pour les articles homonymes, voir Lachens.
Unser Mund sei voll Lachens (Que notre bouche s’emplisse de joie) (BWV 110) est une cantate religieuse de Jean-Sébastien Bach composée à Leipzig en 1725.

## Histoire
Bach a composé la cantate pour la première journée de Noël 1725 mais on peut supposer qu'elle est le fruit d'une amélioration d'une première cantate de l'époque de Weimar[réf. nécessaire].
Pour cette destination liturgique de Noël, cinq autres cantates de Bach nous sont parvenues, numérotées BWV 63, 91, 197a, 248/1 et 191.
Les 1er, 3e et 5e mouvements de la cantate Unser Mund...sont des citations de la Bible : le Ps 126,2, Jr 10,6, Luc 2:14. Les textes des 2e, 4e et 6e mouvements sont de Georg Christian Lehms. Le choral final débute sur le dernier vers du chant Wir Christenleut par Kaspar Füger l'ancien.

## Structure et instrumentation
La cantate est écrite pour une voix de soprano, d'alto, de ténor, et de basse, un chœur à quatre voix, trois trompettes et timbales, trois hautbois (également haubois d'amour et haubois da caccia), deux flûtes traversières, un basson, deux violons, alto et basse continue. L'exécution des 7 mouvements demande de 25 à 27 minutes.
Il y a sept mouvements :
1. chœur : Unser Mund sei voll Lachens
2. aria (ténor) : Ihr Gedanken und ihr Sinnen
3. récitatif (basse) : Dir, Herr, ist niemand gleich
4. aria (alto) : Ach Herr ! was ist ein Menschenkind
5. duo (soprano, Alto) : Ehre sei Gott in der Höhe
6. aria (basse) : Wacht auf, ihr Adern und ihr Glieder
7. choral : Alleluja ! Gelobt sei Gott

## Musique
Bach a retravaillé ses propres compositions pour deux mouvements de cette cantate. Le chœur d’introduction est une adaptation du premier mouvement de sa Suite pour orchestre en ré majeur (BWV 1069). Le duo soprano/ténor Ehre sei Gott in der Höhe est un arrangement du Virga Jesse floruit du Magnificat en mi bémol majeur. La cantate débute par une section pleine de force, le chœur d'ouverture, où tous les instruments sont réunis. La cantate se termine sur un choral de louange au Seigneur qui a accompli de grandes choses pour son peuple.
L'aria de ténor fait entendre deux flûtes entrelacées pendant que le soliste décrit une élévation des pensées et des sens, suscitée par la pensée que Dieu fait homme entend que son peuple soit « Himmelskinder » (enfants du ciel). Un récitatif de basse (Toi, Seigneur, ne ressemble à aucun autre) est suivi par un air d'alto (Ach Herr, was ist ein Menschenkind) accompagné de hautbois d'amour qui s'étonne que, du fait de la nature de l'homme, le Seigneur doive chercher à la racheter par une action si douloureuse.
Dans le duo Soprano/Alto, les deux voix se développent sur un accompagnement d'orgue seul (avec la basse continue). Elles chantent la gloire de Dieu au plus haut des cieux : l'humanité attend la paix sur Terre, et l'arrivée de l'Enfant est un signe de cette faveur divine.
Le choral final rappelle la troisième partie de l'Oratorio de Noël : « Alléluia, Gloire à Dieu du fond de nos cœurs ».